# Willy Derboven
Willy Derboven (Lovaina, 19 de setembre de 1939 - Tenerife, Espanya, 22 de novembre de 1996) va ser un ciclista belga que fou professional entre 1960 i 1968. El seu èxit esportiu més important fou una victòria d'etapa al Tour de França de 1964. En aquesta cursa fou el darrer classificat en l'edició del 1963.

## Palmarès
- 1959
  - Vencedor d'una etapa a la Volta a Bèlgica amateur
- 1960
  - 1r a la Romsée-Stavelot-Romsée
  - Vencedor d'una etapa a la Volta a Bèlgica amateur
- 1964
  - Vencedor d'una etapa al Tour de França

### Resultats al Tour de França
- 1963. 76è de la classificació general (fanalet vermell)
- 1964. 68è de la classificació general. Vencedor d'una etapa
- 1966. Abandona (16a etapa)

### Resultats al Giro d'Itàlia
- 1961. Abandona

### Resultats a la Volta a Espanya
- 1963. 42è de la classificació general
- 1964. 36è de la classificació general